# Castello di Luzzano
Il castello di Luzzano è un fortilizio sito nel comune di Rovescala in provincia di Pavia. Posto a 270 m sul crinale che divide la provincia di Piacenza da quella di Pavia, nell'Oltrepò Pavese. La sua posizione sulle prime propaggini collinari, pur di non elevata altitudine, consente un'ampia panoramica sulle vallate sottostanti e sulla pianura Padana.

## Storia
La prima menzione della località di Luzzano appare in un documento del 19 aprile 974, un procedimento giudiziario svoltosi a Pavia, allora capitale del Regno Italico, presieduto dal giudice e messo dell’imperatore Ottone II, Gualtiero, la cui copia autenticata del XII secolo è conservata nel museo del castello. Si tratta di un giudizio in cui l’arciprete Leone presenta una carta di permuta da lui stipulata con un abate del monastero pavese di San Pietro in Ciel d'Oro di Pavia. Un'altra pergamena, risalente al 1196, tratta della concessione di terreni, vitati in territorio “Lucani”, fatta dagli abati dello stesso monastero che lo assegnava in enfiteusi alle grandi famiglie nobiliari della zona, tra cui nel XVIII secolo vi erano i marchesi di Pecorara.
Nel 1781, alla soppressione dei beni del monastero, la proprietà passò ai conti Opizzoni che, in sostituzione di un precedente oratorio, fecero costruire una chiesa in stile neoclassico.
In seguito la proprietà passò ai conti Barbiano di Belgioioso e, agli inizi del XX secolo, alla famiglia Fugazza. Oggi ospita un'azienda vitivinicola e alcune strutture ricettive.

## Struttura
Il corpo principale ha forma di quadrilatero rettangolare con un ampio cortile interno in cui si affacciano due lati porticati. A questo si appoggiano alcuni annessi agricoli risalenti al XVII secolo, e una parte di muratura con merli ghibellini che celano strutture più antiche. La chiesa del complesso, come il piccolo cimitero, si trovano in posizione isolata distanti dal nucleo.

## Museo
Si trova nei locali di ingresso all’antica cantina, raccoglie i reperti relativi alla storia romana raccolti nei luoghi nelle vicinanze di Luzzano. I significativi frammenti risalgono alle due campagne di scavi realizzate nel 1995 e il 1996, che hanno portato alla luce una grande villa agricola risalente al I secolo d.C., il Fundum Lucianum, primo nucleo abitativo che ha dato origine all’insediamento.